# La Revue indépendante (1884-1895)
Ne doit pas être confondu avec La Revue indépendante (1841-1848).
La Revue indépendante est un périodique mensuel français consacré aux arts et à la littérature, fondé à Paris en mai 1884 et animée dans un premier temps par le critique Félix Fénéon. Elle devient ensuite le fer de lance du mouvement symboliste, avant de disparaître en 1895.

## Histoire de la revue
La Revue indépendante, sous-titrée « politique, littéraire et artistique », est une revue de littérature et d'art, publiée à Paris entre 1884 et 1895 : elle devient progressivement la tribune la plus importante des symbolistes, et, du moins à ses débuts, le terrain de nouvelle revendications d'ordre esthétique, voire politique, en rupture avec l'académisme. Sur le plan national, la France est sous la présidence de Jules Grévy, l'anticléricalisme et le boulangisme s'affirment, les scandales s'accumulent, marqué par un clientélisme et l'apparition de groupuscules anarchistes...
Elle est fondée par Georges Chevrier et Félix Fénéon, ce dernier est rédacteur en chef. Le premier numéro sort courant mai 1884 et fait 84 pages. L'adresse du siège est le 7 rue de Médicis. Fénéon, créateur infatigable de petites revues, de bulletins, va donner le véritable élan à ce périodique en embrassant la cause des auteurs naturalistes tels que Joris-Karl Huysmans, Henry Céard, Edmond de Goncourt, Émile Hennequin, et du poète Paul Verlaine.
La revue organise des expositions de gravures et de dessins dans ses locaux, procédé qui inspirera plus tard une revue comme La Plume. Le succès concernant les artistes défendu ici (Georges Seurat par exemple) n'est pas au rendez-vous.
Fin 1885, après avoir fait entrer Téodor de Wyzewa, Fénéon prend ses distances et s'en va pour la revue La Vogue, remplacé à la direction par Édouard Dujardin, fondateur de la Revue wagnérienne, dont il s'inspire pour renouveler le contenu. Il prend Jean Ajalbert comme secrétaire de rédaction puis Gustave Kahn (1888). En novembre-décembre 1888, elle absorbe la Revue libre de La Jeune France. Les rédacteurs restent les mêmes mais s'ajoutent George Moore, Paul Adam, Villiers de L'Isle Adam, Jules Barbey d'Aurevilly.
Entre novembre 1886 et décembre 1888, elle imprime à part une édition en format luxe réservée aux « fondateurs-patrons de la revue » : devenue rarissime, cette édition comprend des eaux-fortes, des lithographies et des dessins inédits de Whistler, Albert Besnard, John-Lewis Brown, Odilon Redon, Paul Helleu, Bois-Seigneur [?], Georges Seurat, Renoir, Jean-François Raffaëlli, Paul Signac, Camille Pissarro, Jules Chéret, Louis Le Nain, Maximilien Luce, Winnaretta Singer, Lucien Pissarro, et Jacques-Émile Blanche (soit 31 planches en tout), artistes pour la plupart rattachés à ce qui sera appelé le postimpressionnisme.
En 1889, Dujardin est remplacé par François de Nion avec pour éditeur Albert Savine, puis en 1892, par George Bonnamour (1866-1954). Le dernier directeur est Ludovic de Colleville (1895), qui se cache derrière la comtesse Izard de Freyssinet. On note comme nouveaux contributeurs René Ghil, J.-H. Rosny, Remy de Gourmont.
Il y eut en tout 80 numéros. La première série s'arrête en avril 1885. Le mois suivant elle passe bimensuelle, — il n'y a que deux livraisons, numérotée 1 et 3 qui reprend le contenu de l'hebdomadaire L'Évolution sociale — puis s'arrête de juin 1885 à octobre 1886. Elle redevient mensuelle de novembre 1886 à juillet 1895 : au début de cette dernière période elle déménage au 79 rue Blanche, au siège de la Revue wagnérienne, et connaît plusieurs interruptions. Son volume par livraison est allé en augmentant, on compte 180 pages en moyenne pour la période 1886-1895 avec plusieurs pages de publicités. Durant la période 1889-1895, elle est éditée par Albert Savine, qui, ruiné par ses procès, jette l'éponge.

## Bilan
Véritable laboratoire, La Revue indépendante a défendu le néo-impressionnisme, le vers libre, Arthur Rimbaud, Jules Laforgue, Stéphane Mallarmé et bon nombre de symbolistes. Édouard Dujardin y publie Les lauriers sont coupés (1887), un court roman où figure pour la première fois le monologue intérieur.

### Titre antérieur
Une revue publiée entre 1841 et 1848 portait le même nom : La Revue indépendante, dirigée par Pierre Leroux, George Sand et Louis Viardot.